# Barylestis fagei
Barylestis fagei is een spinnensoort in de taxonomische indeling van de jachtkrabspinnen (Sparassidae).
Het dier behoort tot het geslacht Barylestis. De wetenschappelijke naam van de soort werd voor het eerst geldig gepubliceerd in 1929 door Roger de Lessert.